# Jean-Thomas-Louis Quevreux

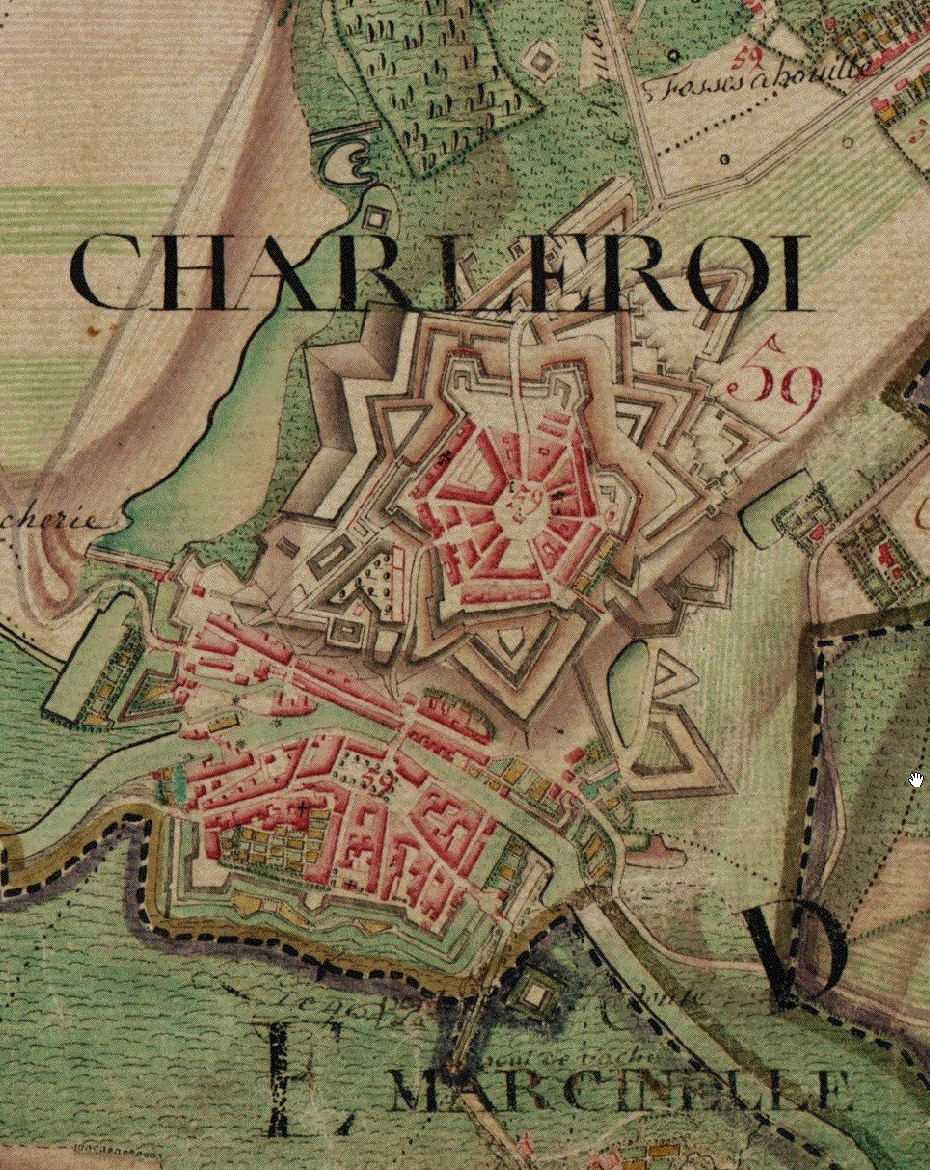
Charleroi (België) in de 18e eeuw. Bron: Ferrariskaart.

Jean-Thomas-Louis Quevreux, soms Quévrieux geschreven (Chauny, 17 december 1755 – Napoleontische veldtocht, circa 1802), was een revolutionair in de Oostenrijkse Nederlanden. Hij was burgemeester van Charleroi (1795 – 1796) in de Franse Nederlanden; hij scheurde Charleroi af van het land van Namen en hechtte het aan het departement Jemappes, de latere provincie Henegouwen (1795).

## Levensloop
Quevreux was een Fransman geboren in Chauny, in Vermandois, in het noorden van het koninkrijk Frankrijk. Hij volgde er een opleiding tot onderwijzer. Zijn vader was schrijver voor de overheid. De familie was geletterd doch niet bemiddeld. Quevreux en zijn vader weken uit naar Sint-Winoksbergen in Frans-Vlaanderen. Beiden werden er publiek schrijver. Quevreux huwde in Sint-Winoksbergen met Marie-Thérèse Turpin (1779). Negen jaar later, verhuisde de familie om den brode opnieuw. Het werd Fumay, een andere plaats in Noord-Frankrijk (1788). Quevreux werkte er kort als onderwijzer.

### Oostenrijkse Nederlanden
De familie verhuisde nogmaals. In 1789 werden zowel Quevreux als zijn vader tot onderwijzer benoemd in Charleroi. Charleroi lag in het graafschap Namen, wat een van de Oostenrijkse Nederlanden was. De Franse familie integreerde zich snel in het openbare leven.

### Verenigde Nederlandse Staten
Quevreux dweepte met de Franse Revolutie. In 1790 verklaarden de Verenigde Nederlandse Staten zich onafhankelijk van de Habsburgse keizer in Wenen. Quevreux werd politicus. Hij vertegenwoordigde Charleroi in de Staten van Namen in de stad Namen. Hij combineerde dit met zijn werk als onderwijzer. Zijn vader verving hem voor de klas wanneer Quevreux lange tijd afwezig was uit Charleroi.

### Oostenrijkse Nederlanden, hersteld
Eind 1790 heroverden de Oostenrijkse troepen het gebied. De Oostenrijkers lieten Quevreux met rust, die zelf een carrière begon als stadsambtenaar in Charleroi. De Fransman Quevreux liet zich opmerken met opruiende revolutionaire taal en republikeinse ideeën. Hij richtte een genootschap van gelijkgezinden op, onder wie meerdere Fransen die in Charleroi woonden. Dit was de Société des amis de la Liberté et de l’Egalité. Quevreux had zijn ontslag gegeven als onderwijzer want de politieke taken namen zijn tijd in.

### Franse bezetting

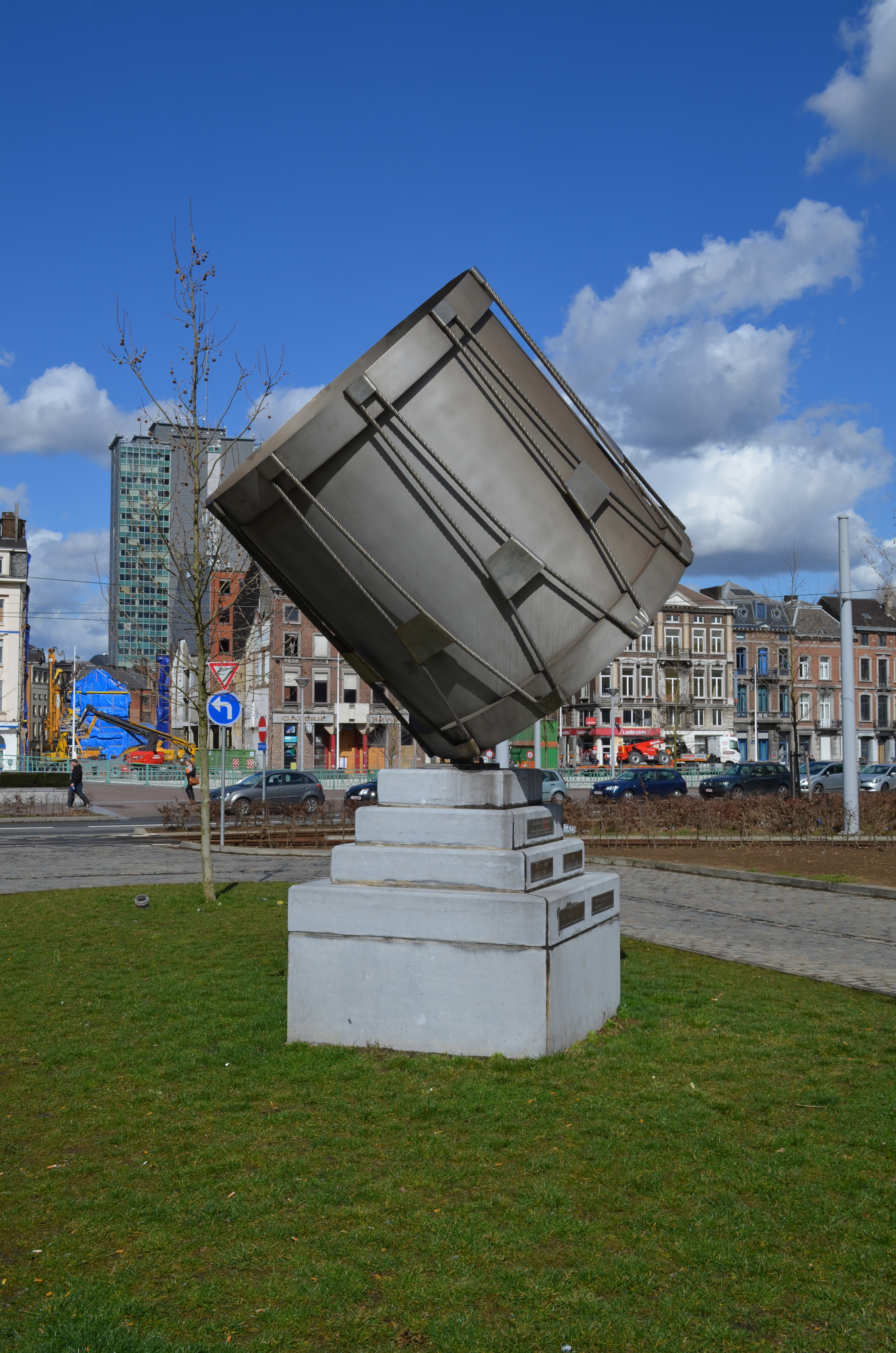
Monument in Charleroi ter ere van de Franse troepen

Na de Slag bij Jemappes (november 1792) stonden de Franse troepen in Charleroi. Ze bleven er tot maart 1793, na hun verlies in de Slag bij Neerwinden. In deze periode 1792-1793 stond Quevreux volledig ten dienste van het Franse bestuur. De naam Charleroi veranderde in Charles-sur-Sambre. De Fransen richtten een assemblée constituante op in het ex-graafschap Namen. Dit moest leiden naar een parlement voor het Land van Namen. De politici van de stad Namen, hoofdstad van het land van Namen, twijfelden over alles wat de Franse overheid voorstelde. Daarom richtten de Fransen de Assemblée des représentations provisoires du pays de Namur op - dit was het revolutionair parlement van het land van Namen - met zetel in de stad Charleroi. Quevreux werd secretaris-generaal van dit voorlopig parlement (31 januari 1793). Het feit dat deze assemblée in Charleroi vergaderde, leidde tot een politieke splitsing tussen de hoofdstad Namen en de stad Charleroi. De politici in beide steden gingen hun eigen weg. Quevreux stelde vele verslagen op in de assemblée; hij redigeerde daarnaast teksten voor een nieuw (revolutionair) bewind in het land van Namen. Het was zijn verdienste dat een nieuw bestuur klaar was op papier. Franse collega’s van hem ijverden voor een aanhechting van het nieuwe Namen aan Frankrijk.

### Oostenrijkse Nederlanden, tweede herstel
Onverwacht staan de Oostenrijkse troepen in Charleroi (1793) nadat de Fransen verslagen waren in de Slag bij Neerwinden. Van maart 1793 tot juni 1794 droeg de stad opnieuw de naam Charleroi en was het graafschap Namen in zijn integriteit hersteld. De Oostenrijkse gendarmerie trad streng op in de stad. Quevreux vloog in de gevangenis. Nadien lieten de Oostenrijkers hem vrij doch hij bleef onder huisarrest. Om den brode gaf hij privélessen aan begoede leerlingen. Zijn vader werd ook gerust gelaten en oefende verder het beroep van onderwijzer uit. Algemeen genomen bleef Charleroi een broeinest van politieke onrust doch het bleef onderhuids omwille van de repressie. De revolutionaire ideeën van Quevreux bleven springlevend doch hij hield zich stil in zijn woning.

### Franse Nederlanden
Vanaf 25 juni 1794, na zware bombardementen op Charleroi, bleven de Fransen voor lange tijd in het graafschap Namen. Charleroi veranderde opnieuw van naam, ditmaal als Libre-sur-Sambre. Het graafschap Namen schaften zij af. Hun eerste burgemeester van de stad was Bonet (1794) doch de Fransen zetten hem af wegens onbekwaamheid.
Zo werd Quevreux benoemd als opvolger van Bonet tot burgemeester (1795-1796). De stad vierde feest (18 januari 1795 of 29 nivôse jaar III). Hij transfereerde Charleroi (of Libre-sur-Sambre) van het land van Namen naar het nieuwe Franse departement Jemappes (31 augustus 1795 of 14 fructidor Jaar III). De politieke splitsing tussen de steden Namen en Charleroi was een feit. Burgemeester Quevreux organiseerde de voedseltoevoer naar de stad, alsook andere dienstverlening voor de bevolking. Hij herorganiseerde de financiën van de stad; zo gaf hij aan zijn vader een mooie rente. De armen kregen aalmoezen en onderdak van de stad. De Fransen zetten Quevreux af als burgemeester in 1796. Hij werd opnieuw stadsambtenaar (1796) en nadien schoolmeester (1797). Zijn politieke ster daalde snel. Nochtans gaf hij in deze periode regelmatig voordrachten op publieke feesten, zoals het Feest van de Jeugd en het Feest van de Vrijheid. Zijn vader stierf in 1797 op hoge leeftijd.
Rond 1800 kreeg Quevreux de benoeming tot oorlogscommissaris (commissaire de guerre), wat betekende dat hij leveranciers moest zoeken voor de Franse troepen. Hij vertrok nadien op campagne met napoleontische troepen en sinds 1802-1803 heeft niemand nog iets van hem gehoord. Zijn vrouw werd toen als weduwe beschreven. Zij overleed berooid op 18 maart 1804. Het echtpaar Quevreux had zes kinderen van wie er slechts één volwassen werd.

## Politieke rol in de Zuidelijke Nederlanden
Door toedoen van Quevreux ging de stad Charleroi van Namen naar Henegouwen.
Wat de historicus Van Bastelaer meer bezig hield, was de reden van zijn politieke neergang. In 1793 was hij immers de architect van het revolutionaire land van Namen of het nieuwe Namen van de Franse Revolutie. In 1795 was hij niets meer dan burgemeester in een uithoek van Henegouwen en in 1797 zonder enig politiek mandaat. Er zijn meerdere verklaringen voor zijn politieke val volgens Van Bastelaer: Quevreux was een revolutionaire dromer, weliswaar welbespraakt en belezen, maar hij was weinig realistisch in politieke zaken. Ook de armoede waarin Quevreux opgroeide en leefde, was een politieke handicap.